# Meconopsis henrici
Espèce
Classification phylogénétique
Meconopsis henrici, le Méconopsis d'Henri, est une espèce de plantes à fleurs du genre Meconopsis et de la famille des Papaveraceae. C'est une plante herbacée originaire des montagnes du Sichuan et a été découverte par l'expédition de Gabriel Bonvalot et du prince Henri d'Orléans en 1890, puis identifiée et décrite par Édouard Bureau et Adrien Franchet du Muséum d'histoire naturelle de Paris en 1891, qui lui donnent le nom du prince Henri d'Orléans.

## Description
Cette plante vivace monocarpique mesure de 35 cm à 55 cm de hauteur.
Les pétales (7 à 9) sont de couleur violette à indigo.

## Sous-espèces
- Meconopsis henrici var. henrici Bureau & Franch.
- Meconopsis henrici var. psilonomma (Farrer) G.Taylor

## Distribution et habitat
Meconopsis henrici est originaire des montagnes de l'ouest, du sud-ouest et du centre du Sichuan et particulièrement de la région de Kangding. Elle croît dans des prés alpins à une altitude comprise entre 3 200 et 4 500 mètres d'altitude.